# Matang Kumbang (Baktiya)
Matang Kumbang is een bestuurslaag in het regentschap Aceh Utara van de provincie Atjeh, Indonesië. Matang Kumbang telt 2101 inwoners (volkstelling 2010).